# Gryon basilewskyi
Gryon basilewskyi är en stekelart som först beskrevs av Jean Risbec 1957.  Gryon basilewskyi ingår i släktet Gryon och familjen Scelionidae. Inga underarter finns listade i Catalogue of Life.